# Klobásova
Klobásova ulice leží v městské části Brno-Starý Lískovec.
Je pojmenována po československém místním rodákovi, důstojníkovi a odbojářovi československé armády Josefu Klobásovi. V ulici také bylo sídlo Úřadu městské části Brno-Starý Lískovec. Dříve se v této budově nacházela škola, a ve vedlejší budově hospoda. Ulicí protíná silnice III/15270, která dále pokračuje do městské části Bohunice.

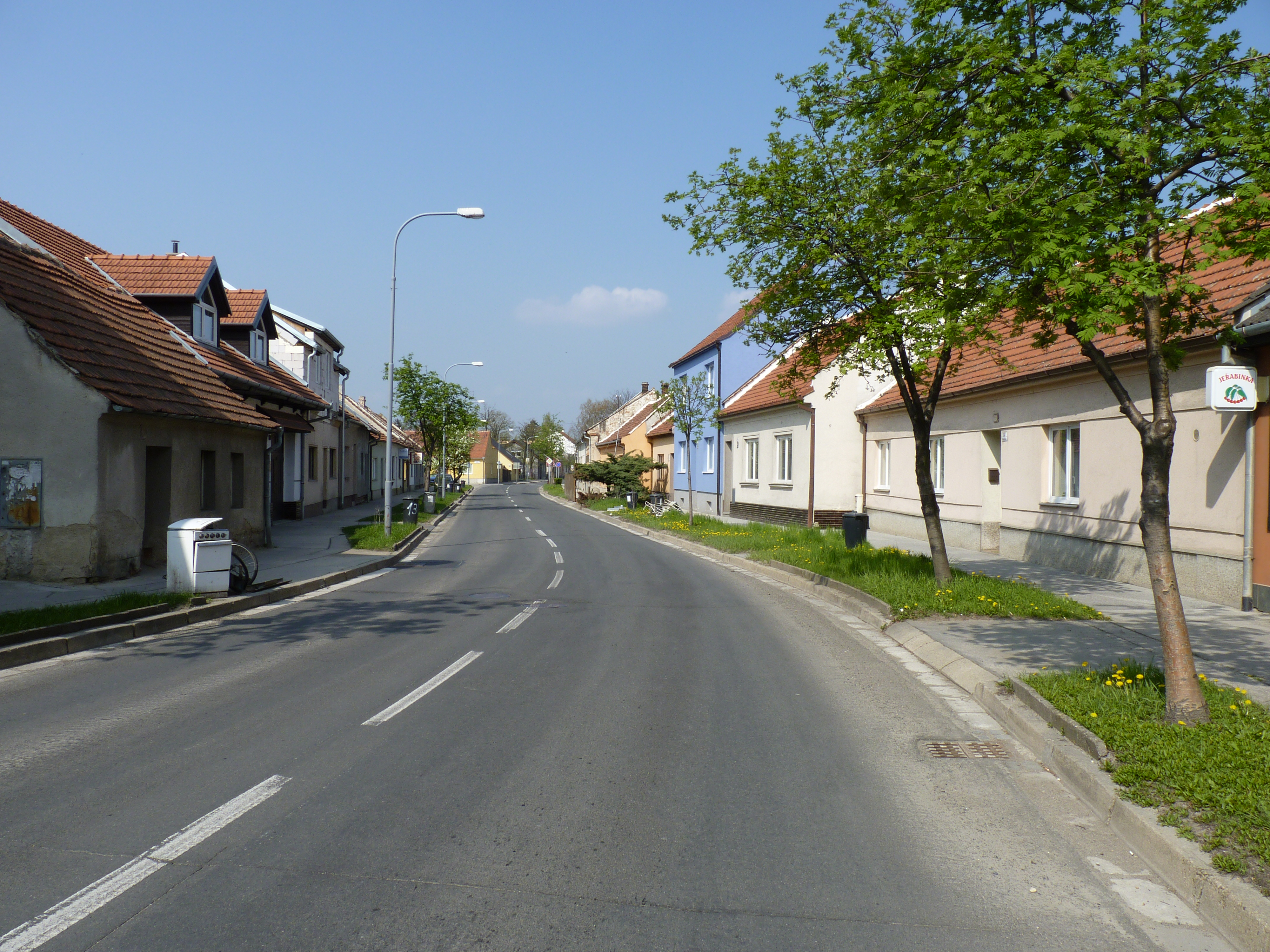
Ulice Klobásova (2010)

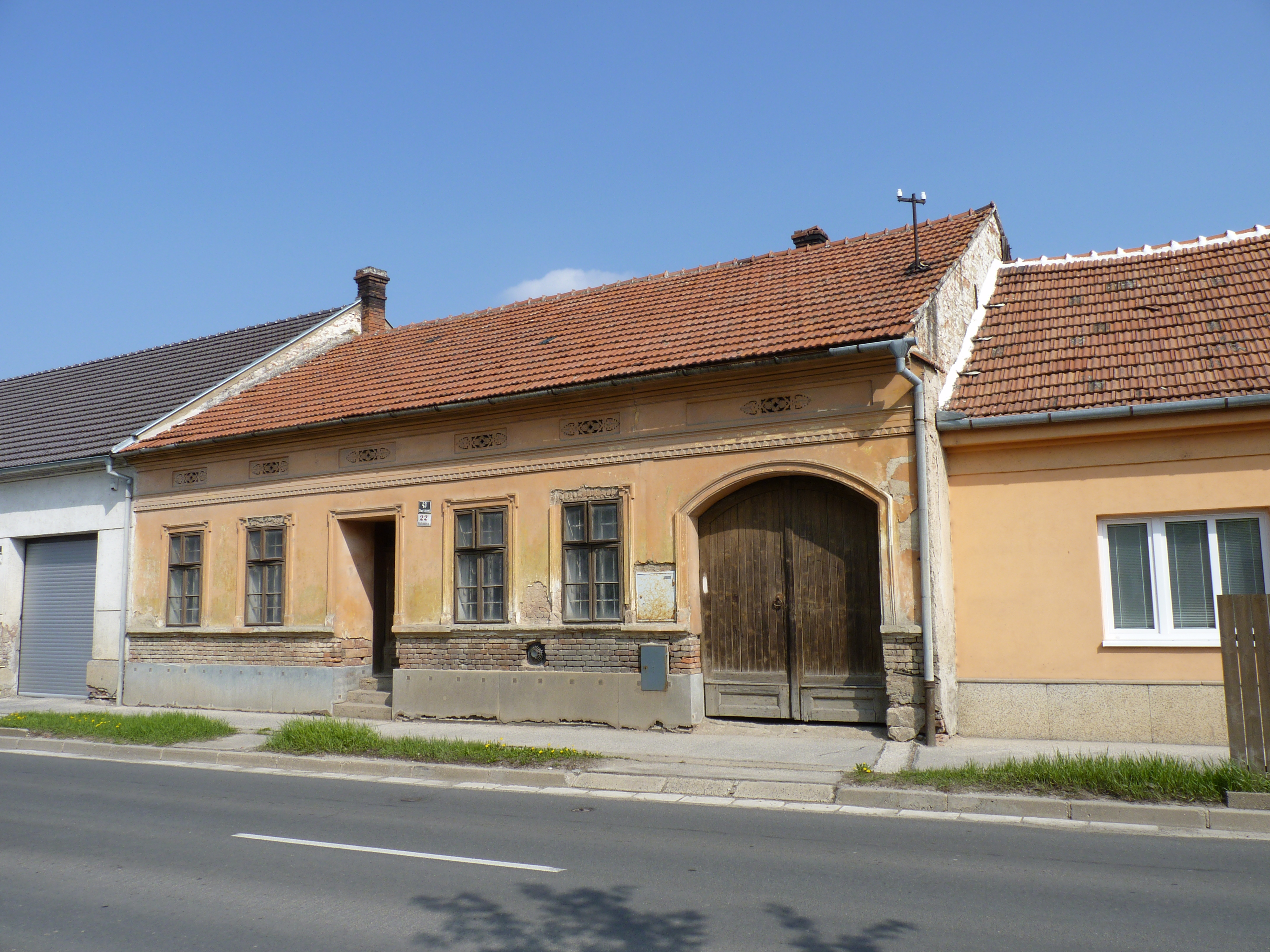
Místní starý dům

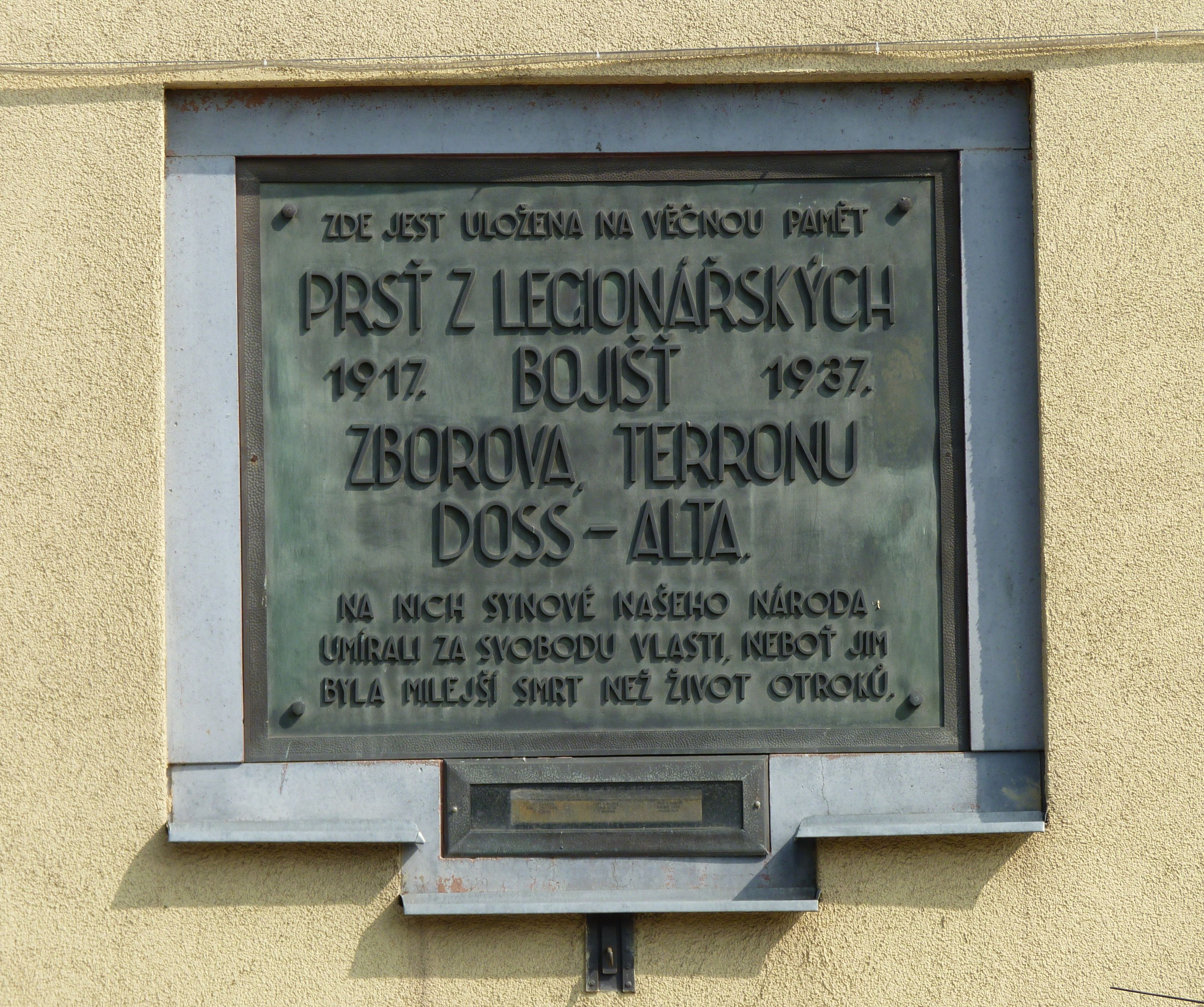
Plaketa oslavující československé legionáře

Ulicí jezdí autobusové linky 69, 51 a noční linka N96. Poté i regionální linky 403 a 404.